# Greensboro (Georgia)
Greensboro település az Amerikai Egyesült Államok Georgia államában, Greene megyében, melynek megyeszékhelye is. Lakosainak száma 3648 fő (2020. április 1.).

## Népesség
A település népességének változása:

| 2010 | 3 359 |
| 2020 | 3 648 |